# Walerian Borowczyk
Walerian Borowczyk (Kwilcz, 2 settembre 1923 – Parigi, 3 febbraio 2006) è stato un regista polacco.

## Biografia e opere
Studiò all'accademia delle belle arti di Cracovia, dedicandosi alla pittura e alla litografia. I suoi primi lavori nel campo dell'animazione risalgono al 1957 con la realizzazione dei cortometraggi Był Sobie Raz ("C'era una volta") e Dom ("Casa") con il quale vinse il gran premio del film sperimentale al festival di Bruxelles. Nel 1959 si trasferì a Parigi, dove si distinse per animazioni surreali di grande valore espressivo tra cui Le concert de M. et M.me Kabal (1962), Renaissance (1963), in cui alcuni oggetti distrutti si ricompongono attraverso la tecnica "stop motion") e Les jeux des anges (1964).
Al 1967 risale il primo lungometraggio intitolato Goto, l'isola dell'amore, che spicca per la caratterizzazione dei personaggi. In Blanche, un amore proibito (1971) si affaccia attraverso una cornice medievale e avventurosa il tema dell'erotismo che sarà caratteristico della sua opera, spesso ispirata a racconti di André Pieyre de Mandiargues. Un erotismo surreale e di discendenza libertina che a causa della franchezza con cui si esprime decreterà per il suo lavoro una collocazione ai limiti della pornografia. Vengono considerati in quest'ottica film pregevoli come Racconti immorali (1974), La bestia (1975), Interno di un convento (1977) e Tre donne immorali? (1979).

## Filmografia

### Cortometraggi
- Gli astronauti (Les Astronautes) (1959), 15 min, in collaborazione con Chris Marker
- Renaissance (1963)
- Rosalie (1966)
- Brief von Paris (1975)
- Happy toy (Jouet Joyeux) (1979)
- Scherzo infernale (Infernal Symphony) (1984)

### Lungometraggi
- Théâtre de Monsieur et Madame Kabal (1967)
- Goto, l'isola dell'amore (Goto, l'île d'amour) (1968)
- Blanche, un amore proibito (Blanche) (1971)
- Racconti immorali (Contes immoraux) (1974)
- La bestia (La Bête) (1975)
- Storia di un peccato (Dzieje grzechu) (1975)
- Il margine (La marge) (1976)
- Interno di un convento (Interieur d'un couvent) (1978)
- Collections privées (episodio L'armoire) (1978)
- Tre donne immorali? (Les Héroïnes du mal) (1979)
- Lulù (1980)
- Nel profondo del delirio (Docteur Jekyll et les femmes) (1981)
- Ars amandi - L'arte di amare (1983)
- Emmanuelle 5 (Emmanuelle V) (1986)
- La regina della notte (Cérémonie d'amour) (1987)